# Guttaring
Guttaring è un comune austriaco di 1 444 abitanti nel distretto di Sankt Veit an der Glan, in Carinzia; ha lo status di comune mercato (Marktgemeinde). Nel 1865 ha inglobato il comune soppresso di Waitschach e nel 1973 parte di quello di Wieting.

## Storia

### Simboli
Lo stemma è d'azzurro, a san Ruperto in maestà, vestito da vescovo, con camice d'argento, piviale di rosso bordato d'oro, e mitra d'oro, impugnante con la destra un calice d'oro posto davanti al petto, e con la sinistra un pastorale anch'esso d'oro.